# Kahlenhausener- oder Judenpforte

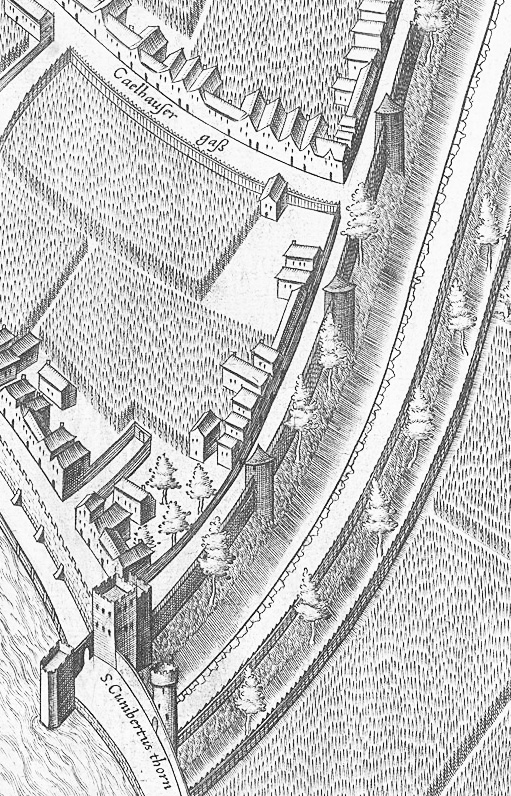
Stadtmauer vor der „Calhauser gaß“, Mercator zeichnete 1571 nur die Türme (Wichhäuser), die Pforte ist nicht mehr vorhanden

Die Kahlenhausener- oder Judenpforte im nordöstlichen Abschnitt der mittelalterlichen Kölner Stadtmauer wurde in einem Eintrag der städtischen Schreinsbücher des Jahres 1349 als porta judeorum bezeichnet. Die Pforte hatte als solche jedoch nur eine kurze Lebensdauer und war offenbar schon im Jahr 1446 vermauert, da im Protokoll einer Wachtverteilung des gleichen Jahres nur noch das „Judenwichhaus“ des Abschnittes, nicht aber Tor oder Pforte berücksichtigt wurden.

## Geschichte

### Hinterland der Pforte
Bereits 1239 wurde ein neuer Graben vor „Caldenhusen“ erwähnt (area Bertradis versus novum fossatum Caldenhusen). Das stadtseitige Gelände "Kaldenhuysen" und später Kahlenhausen genannte Acker-, Wein- und Gartenland, schloss sich dem zwischen dem Eigelsteintor und dem Kunibertsturm verlaufenden Türmchenwall zur Stadtseite hin an. Es war ein zunächst nur spärlich bebautes, lediglich von einigen Höfen bestandenes Areal im nordöstlichen Vorstadtbezirk  Niederich.
1405 vermerkte ein Schreinseintrag beispielhaft die Besitzabfolge eines der dortigen Höfe und seiner Ländereien (Zubehör). Wie dieser, waren es zumeist Besitzungen, die wie in anderen Gebieten des Kernstadtumfeldes den Stiften oder den Familien des Kölner Patriziates gehörten.
Der Hof, der vormals „dat Kelderhus“ genannt wurde, mit einer Hofstätte, einem Baumgarten und drei Wohnungen unter einem Dach, zusammen mit allen seinen Zubehörungen „under Kaldenhusen“, liegt gegenüber der Stadtmauer am Weingarten des Diederichs von Schiederich und gehörte weiland dem Ritter Werner vom Spiegel, ehemals „de Speculo“ (die vom Schiederich, vom Spiegel und Hardevust stellten schon im 14. Jahrhundert Bürgermeister der Stadt) und war danach im Besitz des Schöffen Goebel Hardevust.
Das Gebiet Kahlenhausen diente bis weit in die Neuzeit landwirtschaftlichen Zwecken und blieb weiterhin, abgesehen von den an wenigen vorhandenen Wegen entstehenden Häusern, nur spärlich bebaut. Es waren stadtseitige Häuser am Türmchenswall, am Krahnen (heute wohl Am Krahnenhof), Unter Krahnenbäumen und Kahlenhausen. Keussen lokalisierte den Fronhof von St. Kunibert stadtseitig des Eigelsteintores an der Nordseite der Straße Eigelstein und als weitere Hofstätten den Stedingshof (zum Krahnen), sowie die Höfe „Kalder Stessen“ und „Kaldenhusen“, letzterer am Ende der auf die Pforte zulaufenden „Calhauser gaß“, der heutigen Straße „Unter Kahlenhausen“.

### Beschreibung des Bauwerks

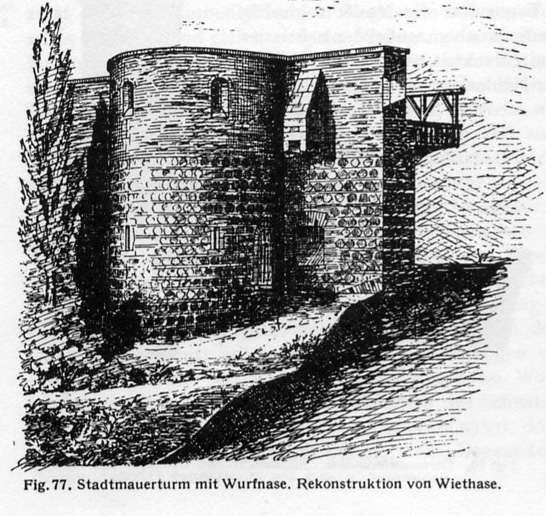
Stadtmauerturm mit „Wurfnase“, Rekonstruktion des Architekten Heinrich Wiethase

Die Pforte, errichtet aus Tafelbasalt, hatte einen der engen „Calhauser gaß“ entsprechenden, schmalen Durchgang. Dieser war spitzbogig aus Werkstein gestaltet und maß nur 2,75 m in der Breite und erreichte eine Scheitelhöhe von 5,00 m. Er war westlich von einem halbrunden Wehrturm der Mauer, sowie östlich von einem Mauervorsprung flankiert, in dem sich ein kleinerer Durchgang zum Wall befand. Wie viele der übrigen Torbauten hatte auch die Kahlenhausener Pforte zur Feldseite über dem Tor eine hölzerne Wurfgalerie. Eingefasst wurde der Bau durch die aus Tuffstein (in Ziegelform) errichtete Stadtmauer, die in regelmäßigen Abständen mit halbrunden Wehrtürmen ausgestattet worden war. Der in Richtung Eigelstein dem Torbau folgende, war mit einer "Wurfnase" ausgestattet und war aufgrund dieser zusätzlichen Ausrüstung wohl ein so genanntes Kampfhaus und wurde im mittelalterlichen Köln Wichhus genannt.

### Bezeichnung „Judenpforte“
Die Pforte entstand vermutlich als eines der letzten Tore in der großen Ringmauer. Dies erschließt sich aus einer weiteren Schreinsakte des Jahres 1262, in der die alte Judenpforte in der Zeughausstraße als „antiqua porta“ bezeichnet wurde, die bei der Erweiterung der Umwallung des Jahres 1106 ebenfalls den Juden zur Verteidigung überwiesen worden war.
Das Verhältnis der Kölner Bürgerschaft zu ihren jüdischen Mitbewohnern war seit frühester Zeit ambivalent. 1349 kam es erneut, auch gefördert durch die grassierende Pest, für die man Schuldige suchte, zu Ausschreitungen gegen die Juden in Köln. Sie gipfelten in Mord, Enteignungen und Vertreibung. Es waren Vorgänge, die bis in die 1370er Jahre unter Billigung des Rates andauerten, der dann ab 1372 wieder eine gemäßigte Politik in der Judenfrage betrieb. Es ist jedoch anzunehmen, dass ab 1349 den Juden die Verantwortung des Verteidigungsabschnittes Kahlenhausen entzogen worden war. Für das Jahr 1371 fand sich in den Stadtrechnungen der Eintrag „vigilantes up der Juden Wichhuss“, aus der zu entnehmen ist, dass die Bürgerwehr der Stadt den Abschnitt Kahlenhausen bewachte. Da in der Wachtordnung von 1446, aber auch noch in späterer Zeit, für speziell ausgestattete Kampfhäuser die Bezeichnung Rondell oder Wichhaus (Kampfhaus) verwandt wurde, war es im Mauerabschnitt Kahlenhausen nur eine aus der Vergangenheit übernommene Bezeichnung, die nicht mehr der Realität entsprach. Die schon 1423 vom Rat der Stadt beschlossene endgültige Ausweisung der Juden war im Jahr 1424 von Pogromen begleitet, vollzogen worden.
1475 hieß es in Stadtrechnungen „Wacht auf der Juden Wichhuys“ und nochmals 1560, als ein Haus „zo der kalder Schuren“ an der Stadt Mauer gegenüber dem Juden Wichhaus genannt wurde, dagegen fehlt 1582 eine solche Bezeichnung völlig, es hieß „sechs Feldtürme zwischen Eigelsteinpforte und S. Cunibert.“

### Wandel zur Bastion und Niederlegung
Auf der Karte des Arnold Mercator ist von der Kahlenhausenpforte nichts mehr erkennbar, jedoch ist eine Zunahme in der Bebauung des Viertels ersichtlich. Im 17. Jahrhundert, während des Dreißigjährigen Krieges führte die Stadt vorsichtshalber weitere Verstärkungen ihrer Befestigungsanlagen durch und stattete auch den Mauerabschnitt vor Kahlenhausen mit einem kleinen Bollwerk aus. Mit dieser Veränderung, die auf den Zeichnungen Hollars und Merians (1646) erkennbar sein sollen, enden die Hinweise auf die Befestigungsanlagen Kahlenhausens.

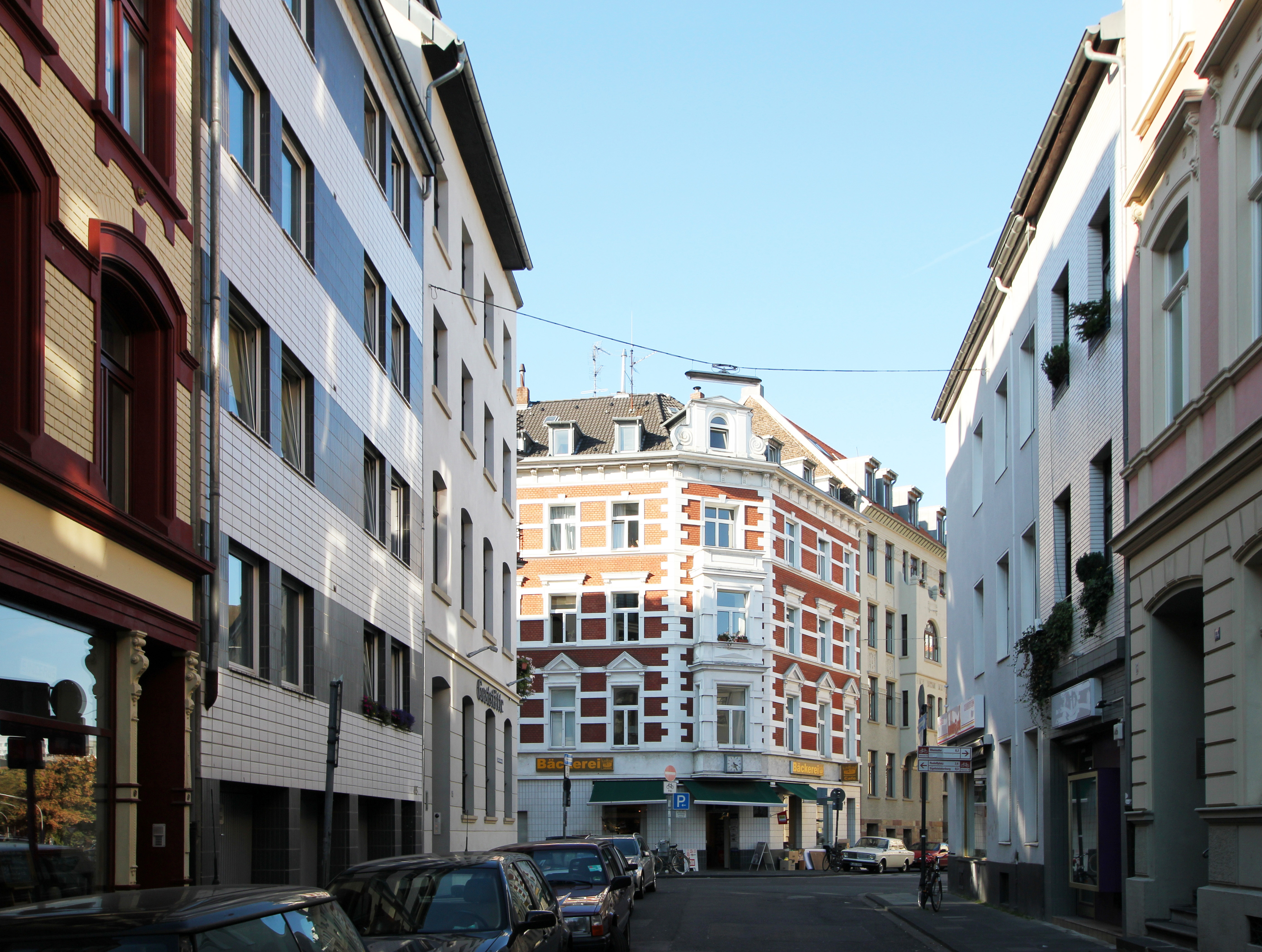
Unter Kahlenhausen vor dem Türmchenswall

Zum Ende des 19. Jahrhunderts ergriff man Maßnahmen zur unumgänglich gewordenen Stadterweiterung. 1882 wurde mit der Schleifung der Bollwerke begonnen, dem in Abschnitten die Niederlegung der Stadtmauer folgte. Die Verbesserung und Neuanlage von Verkehrswegen durch den Abbruch der mittelalterlichen Stadtmauer öffnete dem Viertel den freien Zugang in das ehemals „feldwärts“ gelegene Gebiet. Im Rahmen der dann entstehenden Neustadt-Nord wurde der Türmchenswall auch an seiner Nordwestseite bebaut. Die Straße Unter Kahlenhausen setzte sich später mit der neu geschaffenen Clever Straße fort, die nun zum Deutschen Ring (heute Theodor-Heuss-Ring) mit seinen weitläufigen Grünanlagen führte, die den dortigen ehemaligen Sicherheitshafen ersetzt hatten.